# Likit Andersson
Likit Neimwan Andersson (thailändisch ลิขิต เนียมวัน แอนเดอร์สสัน; * 24. Februar 1973 in Phitsanulok) ist ein thailändisch-schwedischer Eishockeyspieler und -trainer.

## Karriere
Likit Andersson wurde in Thailand geboren, wuchs jedoch in Schweden auf. Dort begann er seine Karriere als Eishockeyspieler beim Borås HC, für dessen Profimannschaft er von 1993 bis 1996 in der damals noch zweitklassigen Division 1 aktiv war. Anschließend spielte er ein Jahr lang für dessen Ligarivalen Mörrum GoIS. Von 1997 bis 1999 trat der Verteidiger während jeweils einer Spielzeit für die deutschen Zweitligisten Deggendorfer EC und TSV Erding an. Die folgenden dreieinhalb Jahre verbrachte er überwiegend in Nordamerika, wo er für die Trenton Titans und Augusta Lynx in der ECHL sowie die Detroit Vipers aus der International Hockey League auf dem Eis stand. Vor allem in der ECHL konnte er überzeugen und nahm 2001 am ECHL All-Star Game teil. 2002 absolvierte er zudem drei Partien für die Bracknell Bees aus der britischen Ice Hockey Superleague. Die Saison 2002/03 begann er erneut in Augusta, ehe er sich den Amstel Tijgers Amsterdam aus der niederländischen Eredivisie anschloss. Mit der Mannschaft gewann er am Saisonende auf Anhieb das Double aus Meistertitel und Pokal.
In der Saison 2003/04 spielte Andersson für seinen Ex-Klub Borås HC in der mittlerweile drittklassigen Division 1 sowie für die Greensboro Generals aus der ECHL. Die Saison 2004/05 begann er bei den Bakersfield Condors aus der ECHL und beendete sie beim Borås HC in der Division 1. Zudem kam er zu zwei Einsätzen für den Frölunda HC aus der Elitserien. In der folgenden Spielzeit trat der Linksschütze für die ECHL-Teilnehmer Stockton Thunder, Trenton Titans und South Carolina Stingrays an. Es folgten je eine Spielzeit beim HC Eppan aus der italienischen Serie A2 sowie bei Totempo HvIK aus der dänischen AL-Bank Ligaen. Zuletzt trat er in der Saison 2008/09 für die Cardiff Devils sowie die Newcastle Vipers in der Elite Ice Hockey League in Großbritannien an, ehe er seine Profikarriere im Alter von 36 Jahren beendete. Anschließend kehrte er nach Thailand zurück und ist seither als Spielertrainer für die Nationalmannschaft seines Heimatlandes tätig. Zudem engagiert er sich im Nachwuchsbereich und leitet Eishockeyschulen in Thailand.

### International
Für Thailand nahm Andersson in den Jahren 2010, 2011 und 2012 als Spielertrainer am IIHF Challenge Cup of Asia teil. Zudem stand er 2011 im Aufgebot seines Landes Eishockey bei den Winter-Asienspielen. 2012 betreute er als Cheftrainer die thailändische U18-Junioren-Nationalmannschaft, als diese den Challenge Cup of Asia gewann.

## Erfolge und Auszeichnungen
- 2001 Teilnahme am ECHL All-Star Game
- 2003 Niederländischer Meister mit den Amstel Tijgers Amsterdam
- 2003 Niederländischer Pokalsieger mit den Amstel Tijgers Amsterdam

### International
- 2010 Bester Verteidiger des IIHF Challenge Cup of Asia
- 2011 Bester Verteidiger des IIHF Challenge Cup of Asia
- 2011 Bester Verteidiger der Premier Division der Winter-Asienspiele
- 2012 U18-Junioren-Meister des IIHF Challenge Cup of Asia (als Trainer)